# Holomelina intermedia
Holomelina intermedia är en fjärilsart som beskrevs av Graef. 1887. Holomelina intermedia ingår i släktet Holomelina och familjen björnspinnare. Inga underarter finns listade i Catalogue of Life.